# フレンズ (ユニット)
フレンズは、フジテレビ系『クイズ!ヘキサゴンII』から生まれた男性2人組の歌手グループ。

## 概要
2009年、島田紳助が当年度の『FNSの日』の総合司会を担当することとなり、番組のテーマソングも『クイズ!ヘキサゴンII』発のユニットが担当する発表された。前2008年に「羞恥心」のリーダーとして活躍したつるの剛士と2009年から番組常連となった俳優の崎本大海による男性ユニットが結成され、『FNSの日26時間テレビ2009 超笑顔パレード 爆笑!お台場合宿!!』のテーマソング「泣いてもいいですか」でデビュー。
崎本が番組に加入した当初は「賢い」崎本に対する「おバカ」つるのの嫉妬からの対立、というのが恒例となっていた。2009年1月7日放送分の「底抜けドボンクイズ」の際に、2人はかつて『ウルトラマンダイナ』で共演していたと明かされたが、当時崎本は子役として1回だけ（第20話）のゲスト出演であったため、つるのは忘れていた。
2011年9月で『クイズ!ヘキサゴンII』の放送が終了。同年11月27日、アルバム『WE LOVE ヘキサゴン 2011』発売イベントの中で「2人で歌うのはこれが最後」「これからは『フレンズ』じゃなく『ただの友達』」と、活動終了（解散）を発表した。
結成発表時に紳助が「このユニットでまた紅白へ行きたい」と発言するなど、羞恥心に代わる『ヘキサゴンII』の看板ユニットとされていたが、活動内容は羞恥心・Pabo以外の大半のユニットと同様に番組の域を出ることはなかった。発売されたシングルは2枚で、ともにカップリングは別ユニットによるもの。発表されたオリジナル楽曲は計4曲。

## メンバー
メンバーの詳細はそれぞれの項を参照。
つるの剛士
「泣いてもいいですか」ではハンドマイクで歌唱。「夢戦士」以降はマイクスタンドを使い、ギターを弾く。
崎本大海
「泣いてもいいですか」「Dear Friends -友へ-」以降はマイクスタンドを使って歌唱。「夢戦士」ではタンバリンを弾く。さらに、「泣いてもいいですか」「夢戦士」ではゴスペラーズのメンバーである北山陽一と同じテナーとベースボーカルを使い分けて歌っていた。「Dear Friends -友へ-」以降はテナー一本で歌っている。

## 経歴
2009年
- 6月10日 - 同日放送の『クイズ!ヘキサゴンII』にてユニット結成を発表。
- 6月27日 - ユニット名が「フレンズ」になったことが明かされる[2]。
- 7月1日 - 同日放送の『ヘキサゴン』にてユニット名が正式に発表され、同時にデビューシングル「泣いてもいいですか」を披露した。
- 7月14日 - ラジオ番組『つるの剛士と崎本大海のオールナイトニッポン』（ニッポン放送）に出演。
- 7月15日 - デビューシングル「泣いてもいいですか」発売。
- 7月25・26日 - 『FNSの日26時間テレビ 2009 超笑顔パレード 爆笑!お台場合宿!!』の企画として羞恥心の残る2人とともに全国弾丸イベントに参加[3]。
- 10月14日 - 同日放送の『ヘキサゴン3時間SP』にてアルバム収録曲「夢戦士」を披露。
- 10月21日 - 『ヘキサゴンオールスターズのオールナイトニッポンGOLD』（ニッポン放送）に出演。
- 10月31日 - 国立代々木第一体育館で行われた「ヘキサゴンファミリーコンサート2009」に出演[4]。

2010年
- 1月～3月 - つるのが育児休暇のため、芸能活動を休止。
- 3月31日 - 同日放送の『ヘキサゴン沖縄合宿4時間半スペシャル』からつるのが活動を再開[5]。セカンドシングル「Dear Friends-友へ-」を披露。
- 4月21日 - セカンドシングル「Dear　Friends-友へ-」発売。
- 8月11日 - 崎本が別レーベルからソロデビュー。
- 8月26日～29日 - 東京グローブ座で行われたヘキサゴンファミリーによる舞台『マイホーム・オン・ザ・ビーチ 〜ヘキサな海の家〜』に出演。
- 9月1日 - 崎本が同日放送の『ヘキサゴン』出演以降、約2か月間出演なし。
- 12月11日 - 幕張メッセで行われた「ヘキサゴンファミリーコンサート2010」に出演。

2011年
- 3月5日 - 宮崎市内で行われた「ヘキサゴンファミリーミニイベントin宮崎」にサーターアンダギー、矢口真里らとともに出演。
- 8月23日 - 島田紳助が芸能界を引退。
- 9月28日 - 『クイズ!ヘキサゴンII』放送終了。
- 11月23日 - 新曲「星の雫」が収録されたアルバム『WE LOVE ヘキサゴン 2011』発売。
- 11月26日 - 幕張メッセで行われた「ヘキサゴンファミリーコンサート2011」に出演。
- 11月27日 - 東京・東京ドームシティ、名古屋・アスナル金山で行われたアルバム『WE LOVE ヘキサゴン 2011』発売イベント出演をもって活動終了（事実上解散）。

## ディスコグラフィー
シングル・参加アルバムすべてポニーキャニオンから発売。

### シングル
1. 泣いてもいいですか （2009年7月15日）
作詞：カシアス島田、作曲：RYOEI、編曲：斎藤文護・岩室晶子
『FNSの日 26時間テレビ 2009 超笑顔パレード〜爆笑!お台場合宿〜』のテーマソング。
カップリングは、同曲の「ヘキサゴンオールスターズVer.」。
2. Dear Friends-友へ- （2010年4月21日）
作詞：カシアス島田、作曲：松井亮太[6]、編曲：斎藤文護・岩室晶子
カップリングは、まいける&はなかの「学校へ行こう」。

### アルバム収録曲
- 夢戦士 （2009年10月21日、アルバム『WE LOVE ヘキサゴン2009』収録）

作詞：カシアス島田、作曲：RYOEI、編曲：斎藤文護・岩室晶子
- 星の雫 （2011年11月23日、アルバム『WE LOVE ヘキサゴン 2011』収録）

作詞：カシアス島田、作曲：平義隆、編曲：内田敏夫